# Mars Desert Research Station

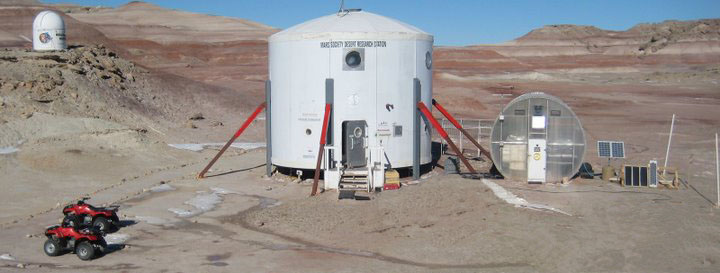
La Mars Desert Research Station de la Mars Society ubicada cerca de Hanksville, Utah.

Mars Desert Research Station (MDRS) es el segundo hábitats de simulación para la exploración superficial de Marte de los cuatro planificados por la Mars Society.
La estación fue construida en el oeste de los Estados Unidos a principios de la década de 2000, y está siendo utilizada por pequeños equipos que la habitan por cortos períodos de tiempo para realizar investigaciones científicas.
Además de un gran edificio que sirve de centro de actividades, el complejo incluye un invernadero, un observatorio y otras zonas abiertas.

## Antecedentes
La estación de MDRS está ubicada en San Rafael Swell al suroeste de Utah, a 11,63 kilómetros (7,23 millas) al noroeste de Hanksville, Utah. Es la segunda estación de investigación construida por la Mars Society, siguiendo la línea de la estación Flashline Mars Arctic Research Station o FMARS, que se construyó en la ladera norte del cráter Haughton (N 75° 25' 52.75" W 89° 49' 24.19") en la isla Devon en el alto ártico de Canadá en verano del año 2000.